# علامة تجارية صوتية
العلامة التجارية الصوتيَّة أو الشعار الصوتي هو علامةٌ تجاريةٌ يُستخدم فيها الصوت لأداء وظيفة العلامة التجارية المُتمثلة في تحديد الأصل التجاري للمنتجات أو الخدمات بشكلٍ فريد مُميز.
في الآونة الأخيرة، ظهر اتجاه متزايد لاستخدام الأصوات كعلامات تجارية في المجال التجاري. ومع ذلك، كان من الصعب تقليديًا حماية الأصوات كعلامات تجارية من خلال التسجيل، حيث لم يكن الصوت يعتبر "علامة تجارية". تمت معالجة هذه المشكلة من خلال اتفاقية منظمة التجارة العالمية بشأن الجوانب المتعلقة بالتجارة من حقوق الملكية الفكرية، والتي وسعت التعريف القانوني للعلامة التجارية لتشمل "أي إشارة... قادرة على تمييز سلع أو خدمات مؤسسة واحدة عن تلك تعهدات أخرى" (المادة 15 (1)).